# Materia medica (книга Линнея)
Materia medica (с лат. — «Лекарственные вещества», «Вещества медицинские», «Медицинские вещества») — работа шведского натуралиста Карла Линнея (1707—1778), опубликована в 1749 году; классическое руководство по фармакологии в целом и по фармакогнозии в частности. Сочинение было написано Линнеем на латинском языке в качестве учебного пособия для курса, который он читал по лекарственным веществам в Уппсальском университете.
Materia medica стала первой в мировой истории работой, содержащей систематизированные (в научном смысле) сведения о лекарственных средствах растительного происхождения; сочинение была высоко оценено голландскими учёными Яном Гроновиусом и Адрианом ван Ройеном.

## История написания
Работа была написана Линнеем как одно из учебных руководств — наряду с вышедшими позже Genera morborum («Роды болезней», 1763) и Clavis medicinae duplex («Двойной ключ к медицине», 1766) — в связи с его преподавательской деятельностью в Уппсальском университете: здесь он читал три медицинских курса — помимо курса о лекарственных веществах (называвшегося, как и книга, Materia medica), это были курсы «Учение о признаках болезней» (Semiotica) и «Учение о питании» (Diaeta naturalis).

## Содержание
В основу Materia medica Линнеем был положен принцип, согласно которому растения, входящие в один биологический род, обладают сходными медицинскими свойствами, а потому будет сходным и результат их использования для лечения конкретной болезни, независимо от вида. Более того, Линней указывает, что сходными свойствами должны обладать и растения, относящиеся к разным родам внутри одного и того же «естественного» отряда, понимая при этом «естественность» отряда в том смысле, в котором эта идея была описана в XII главе его работы 1735 года Fundamenta Botanica.
Растения в книге расположены в соответствии с половой системой Линнея. Для каждого растения приведено его диагностическое (многословное) видовое название, указаны его медицинские свойства, способы использования, дозировка. Для некоторых растений также указаны особенности их культивированию.
После раздела с описанием растений и их свойств расположен раздел с описанием «сложных» лекарственных средств, для приготовления которых используется несколько растений. В конце книги размещён указатель болезней, при этом для каждой из них приведены способы лечения.
Линней писал, что до того, как он реформировал эту область знаний и навёл в ней порядок, здесь было «всё перепутано и содержалось много тёмного».

## Издания
Первое издание книги вышло в Стокгольме в октябре 1749 года:
- Materia medica, Liber I. de plantis. Secundum genera, differentias, synonyma, loca, durationes, culturas, nomina, simplicia, praeparata, qualitates, modos, potentias, vires, usus, composita, digestus… :  [лат.]. — Holmiae : Laurentius Salvius, 1749. — [i—xxxii], 1—252 s., 1 s. fig.[5]

В 1763 году вышла вторая книга этого сочинения, в которой содержались сведения о лекарственных средствах животного и минерального происхождения.
Второе издание Materia medica было опубликовано в 1772 году, четвёртое — в 1782 году, пятое — в 1787 году.

## Комментарии
1. ↑  В одних источниках второе слово в названии этой работы пишется со строчной буквы[1][2], в других — с заглавной: Materia Medica.